# Estación de Turgi
La estación de Turgi es la principal estación ferroviaria de la comuna suiza de Turgi, en el Cantón de Argovia.

## Historia y situación
La estación de Turgi fue inaugurada en el año 1856 con la extensión hasta esta localidad de la línea férrea que comunicaba a Zúrich con Baden por parte del  Schweizerische Nordostbahn. En el año 1859 se inauguró la línea Turgi - Koblenz - Waldshut.
La estación se ubica en el centro del núcleo urbano de Turgi. Tiene un total de tres andenes, dos laterales y uno central, y cuatro vías pasantes, a las que hay que sumar la existencia de varias vías muertas destinadas para el estacionamiento y apartado de material.
En cuanto al ámbito ferroviario, se encuentra situada en la conocida como línea Bözberg que parte de Zúrich hasta Basilea-SBB, y es el inicio de la línea Turgi - Koblenz.

## Servicios ferroviarios

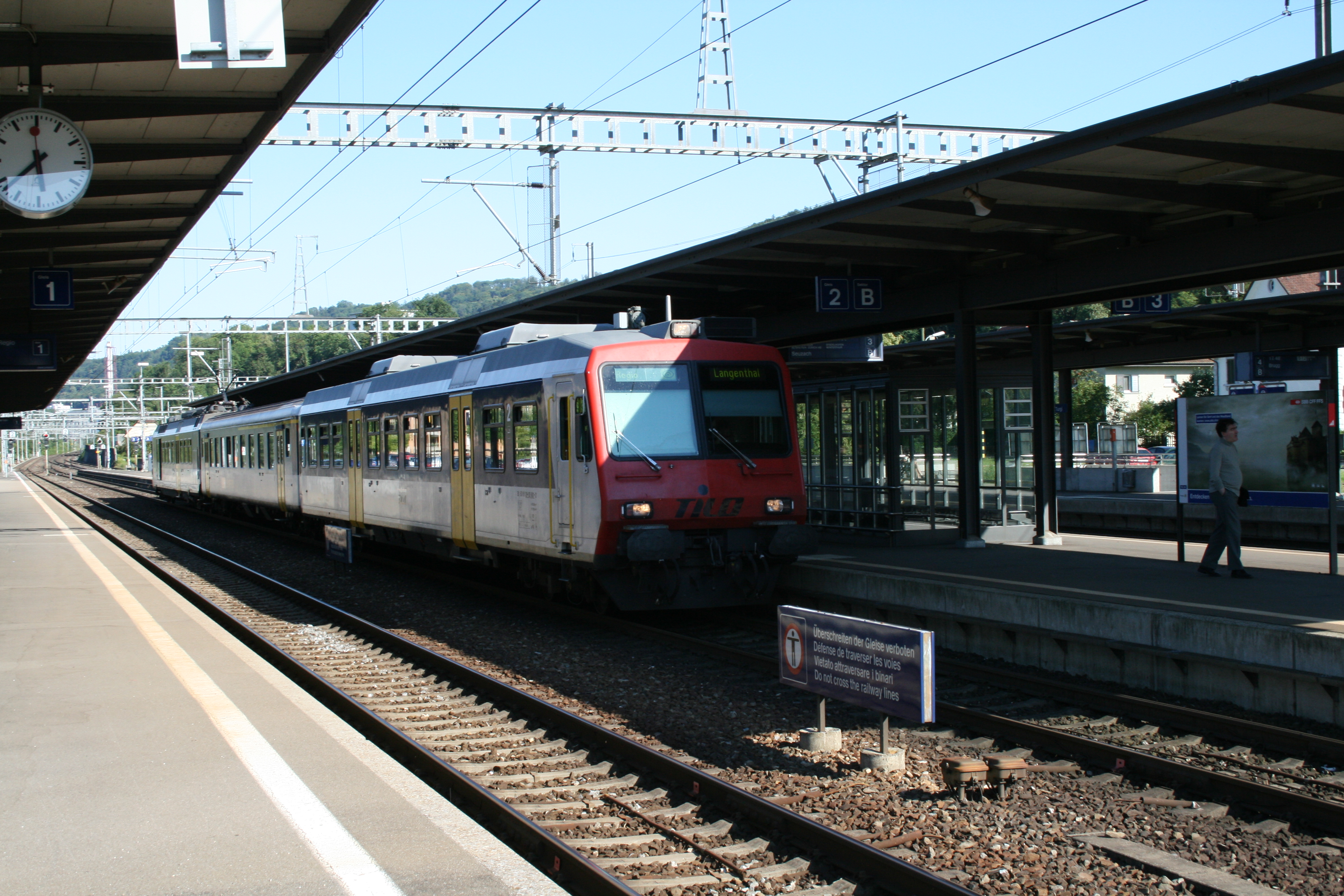
S-Bahn en la estación de Turgi

Operados por SBB-CFF-FFS, la estación de Brugg cuenta con conexiones ferroviarias de regionales y de cercanías:

### Regionales
- RE Olten - Aarau - Wildegg – Brugg - Turgi – Baden - Wettingen. Esporádicamente algunos de estos trenes pueden continuar su viaje o proceder de Zúrich.

### S-Bahn
La estación de Turgi está integrada dentro de dos redes de trenes de cercanías, denominadas S-Bahn Zúrich y S-Bahn Argovia.
S-Bahn Argovia
- S 23 Langenthal - Olten - Aarau - Lenzburg - Brugg - Baden.
- S 27 Baden - Waldshut/Bad Zurzach.
- S 29 Olten - Aarau - Wildegg - Brugg - Turgi.

S-Bahn Zúrich
En la estación efectúan parada dos líneas de esta red:
- S 12 Brugg – Altstetten – Zúrich HB – Stadelhofen – Winterthur – Schaffhausen/Wil
- S 19 (Koblenz – Baden –) Dietikon – Zúrich HB – Wallisellen – Effretikon (– Pfäffikon ZH)
- S N1 Winterthur – Zúrich HB – Baden – Lenzburg – Aarau